# Treika Blé
Nilmar Mondésir Blé surnommé Treika Blé, né le 26 février 1992 à Abidjan, est un footballeur international ivoirien évoluant au poste de milieu de terrain au Rapide Oued Zem.

## Biographie

### En club
Nilmar Mondésir Blé est issu du centre de formation du Séwé Sports de San Pédro.
Le 11 juillet 2017, il signe un contrat de deux ans au CA Khénifra en Botola Pro.
Le 22 juillet 2018, il s'engage pour trois saisons au Rapide Oued Zem.

### En sélection
Le 6 janvier 2016, il figure sur la liste définitive de la sélection nationale pour prendre part au CHAN 2016.
Le 20 janvier 2016, il honore sa première sélection avec l'équipe de Côte d'Ivoire A' lors du Championnat d'Afrique des nations de football 2016 contre le Maroc. Il termine le championnat des nations à la troisième place.

## Palmarès

### En sélection nationale
- Médaillé de bronze à la CHAN 2016 avec l'équipe de Côte d'Ivoire A'[4].